# Villiers-les-Hauts
Villiers-les-Hauts é uma comuna francesa na região administrativa de Borgonha-Franco-Condado, no departamento de Yonne. Estende-se por uma área de 19 km². Em 2010 a comuna tinha 130 habitantes (densidade: 6,8 hab./km²).